# Paralelo 35 S
O Paralelo 35 S é o paralelo no 35° grau a sul do plano equatorial terrestre.
Começando pelo Meridiano de Greenwich e tomando a direção leste, o paralelo 35° Sul passa por:
| País, território ou mar | Notas                                                                             |
| ----------------------- | --------------------------------------------------------------------------------- |
| Oceano Atlântico        |                                                                                   |
| Oceano Índico           | Passa apenas a 18,5 km a sul do Cabo das Agulhas, ponto mais meridional de África |
| Austrália               | Austrália Ocidental                                                               |
| Oceano Índico           |                                                                                   |
| Austrália               | Austrália Meridional - Península de Eyre e Ilha Thistle                           |
| Golfo de Spencer        |                                                                                   |
| Austrália               | Austrália Meridional - Península de Yorke                                         |
| Golfo de São Vicente    |                                                                                   |
| Austrália               | Austrália Meridional Victoria Nova Gales do Sul                                   |
| Oceano Pacífico         | Mar da Tasmânia                                                                   |
| Nova Zelândia           | Ilha Norte                                                                        |
| Oceano Pacífico         |                                                                                   |
| Chile                   |                                                                                   |
| Argentina               | Define parte da fronteira entre as províncias de Córdoba e La Pampa (província)   |
| Oceano Atlântico        | Rio da Prata                                                                      |
| Uruguai                 | Passa entre Punta del Este e Isla de Lobos                                        |
| Oceano Atlântico        |                                                                                   |